# Serge Souchon-Koguia
Serge Souchon-Koguia est un footballeur international centrafricain né le 10 décembre 1981 à Bangui. Il évolue au poste de milieu de terrain offensif et joue actuellement à Toulouse Fontaines depuis 2012, où il est arrivé du championnat de Singapour.

## Carrière

### En club
Formé au Toulouse FC où il est recalé à l'âge de 18 ans, il joue la majeure partie de sa carrière dans le Sud-Ouest de la France, plus particulièrement dans la banlieue toulousaine. Il participe à plusieurs montées dans des divisions supérieures avec ses différents au club. Avec Marmande, il contribue à la montée en CFA sans pour autant y jouer puisqu'il quitte le club la même année. Il est également sacré deux fois champion de Midi-Pyrénées en 2005 et 2007 avec Cugnaux et Toulouse Rodéo, accédant ainsi deux fois au CFA2. 
En 2010, après avoir arrêté deux ans le football pour se consacrer à sa vie professionnelle, il reprend la compétition dans un championnat professionnel à Singapour. C'est au cours d'un voyage en Thaïlande qu'il fait escale à Singapour pour découvrir le club francophone de l'Étoile FC. Il s'engage après un essai concluant et il est sacré Champion du Singapour dès la première année. 
En 2012, il rejoint le Tanjong Pagar après que l'Étoile FC soit dépossédée de sa licence. Il y reste six mois avant d'effectuer son retour en France, du côté de la Division d'Honneur avec Toulouse Fontaines.

### En sélection
Alors qu'il évolue encore au Téfécé, Serge Souchon-Koguia côtoie les sélections jeunes de l'équipe de France en évoluant en U15 et en U16 entre 1995 et 1997.
Le 11 août 2011, il honore sa première sélection avec la République centrafricaine à l'occasion d'un match amical face à Malte qu'il dispute de bout en bout. Il est rappelé pour jouer un match important à l'occasion des qualifications à la CAN 2012 face au Maroc. Le nul 0-0 ne suffit pas à son équipe qui sera éliminée par la suite.

## Palmarès

### En club
- Champion de DH Midi-Pyrénées en 2005 avec la JS Cugnaux et en 2007 avec le Rodéo Toulouse
- Champion de Singapour en 2010 avec l'Étoile FC

### En sélection
- 2 sélections avec l'équipe de République centrafricaine
- Première sélection le 11 août 2011 :  Malte -  Centrafrique (2-1)